# 雜色兵鯰
雜色兵鯰，是輻鰭魚綱鯰形目美鯰科的一个種。

## 分布
本魚廣泛分布於南美洲巴拉圭、巴西、烏拉圭、阿根廷的巴拉那河流域下游及沿岸河流。

## 特徵
本魚體色為淺褐色，腹面呈金粉色。深色斑紋遍布魚體，但大部分集中於側腹，形成一道寬條紋。鰓蓋呈金屬色澤，魚頭上遍布著微小的斑點。背鰭的前幾根鰭條上有一個三角形深色斑塊，並延伸到魚體，背鰭硬棘1枚，背鰭軟條8枚，臀鰭軟條6枚。體長可達5.9～7公分。目前已有許多人工品種。

## 生態
本魚棲息於淡水溪流或池塘，性情溫和，喜群游，屬雜食性，以蠕蟲、甲殼類、昆蟲、植物等為食。

## 經濟利用
為相當普通的觀賞魚，容易繁殖。